# Matteu d'Angelis
Matteu d'Angelis, né le 27 février 1687 à Nonza et mort en décembre 1769, est un prélat catholique corse.

## Biographie
Matteu d'Angelis est né le 27 février 1687, dans le village corse de Nonza, alors en République de Gênes.
Il est ordonné prêtre le 14 juin 1710.
Il est nommé évêque d'Aléria le 23 septembre 1750 et reçoit la consécration épiscopale, quatre jours plus tard, des mains de Raniero d'Elci, cardinal-évêque de Sainte-Sabine.
Il meurt en décembre 1769, dans son village natal de Nonza, devenu français l'année précédente.